# Kōbun
Cesarz Kōbun (jap. 弘文天皇 Kōbun tennō; ur. 648, zm. 672) – 39. cesarz Japonii, według tradycyjnego porządku dziedziczenia.
Imię Kōbun zostało mu nadane dopiero w 1870 r., w okresie Meiji i zostało dodane do listy cesarzy Japonii. Nadal jednak panują wątpliwości, czy kiedykolwiek był on intronizowany. Z tego powodu czasami używa się jego imienia i tytułu książęcego sprzed ew. wstąpienia na tron: książę Ōtomo (jap. 大友皇子 Ōtomo no ōji).
Kōbun panował przez kilka miesięcy w latach 671-672.
Mauzoleum cesarza Kōbun znajduje się w miejscowości Ōtsu, w prefekturze Shiga. Nazywa się Nagara-no-Yamasaki no misasagi.